# Frédéric Lodéon

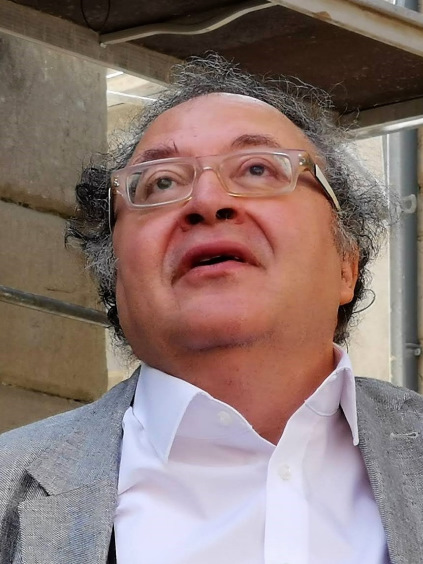
Frédéric Lodéon (2019)

Frédéric Lodéon (* 26. Januar 1952) ist ein französischer Cellist und Dirigent.

## Leben
Frédéric Lodéon studierte am Pariser Konservatorium bei André Navarra und Jean Hubeau und erhielt erste Preise in den Fächern Violoncello (1969) und Kammermusik (1970). 1972 erhielt er den Ersten Preis beim Concours International Maurice Maréchal. Beim ersten Concours de Violoncelle Rostropovitch 1977 wurde an ihn und Lluís Claret ein Erster Preis vergeben.
Mit dem Dirigenten Charles Dutoit nahm Lodéon die Cellokonzerte von Antonio Vivaldi, Joseph Haydn, Luigi Boccherini, Robert Schumann und Édouard Lalo auf. Mit Daria Hovora spielte er Cellosonaten von Franz Schubert, Dmitri Schostakowitsch, Sergei Prokofjew, Richard Strauss und Felix Mendelssohn Bartholdy ein, mit Augustin Dumay und Jean-Philippe Collard die Trios von Schubert und Maurice Ravel. Gemeinsam mit Pierre Amoyal und Pascal Rogé erhielt er den Prix de l’Académie du Disque Français.
Seit 1990 ist Lodéon auch als Dirigent aktiv. Er dirigierte u. a. das Orchestre National de Lyon, das Orchestre National du Capitole de Toulouse, das Orchestre de Bordeaux Aquitaine, die Philharmonie de Lorraine, das Nouvel Orchestre Symphonique Européen und das Orchestre Philharmonique de Radio France.
1990 moderierte Lodéon eine Rundfunkserie unter dem Titel Musique, Maestro!. Ab 1992 produzierte und moderierte er die Musiksendung Carrefour de Lodéon, die 1999 mit den Lauriers d’Or des Club de l’Audiovisuel ausgezeichnet wurde. Weitere seiner Rundfunksendungen waren Grands concerts de Radio France und Le pavé dans la mare bei France Inter sowie La Note Classiqueund Bleu Classique bei Radio Bleu. 2001 wurde er hierfür mit dem Grand Prix du meilleur animateur radio de l’année ausgezeichnet. Er ist außerdem Ritter der Ehrenlegion und Offizier des Ordre des Arts et des Lettres.
| Personendaten    | Personendaten                      |
| ---------------- | ---------------------------------- |
| NAME             | Lodéon, Frédéric                   |
| KURZBESCHREIBUNG | französischer Cellist und Dirigent |
| GEBURTSDATUM     | 26. Januar 1952                    |